# Cuyoaco
Cuyoaco è una municipalità dello stato di Puebla, nel Messico centrale, il cui capoluogo è la località omonima.
Conta 15.367 abitanti (2010) e ha una estensione di 300,79 km². 	 	
Il significato del nome della località in lingua nahuatl è cavità rivolta verso l'alto.